# Gotta Have It
«Gotta Have It» es una canción interpretada por los cantantes de hip hop Jay-Z y Kanye West. West y The Neptunes la produjeron y contiene samples de tres composiciones originales de James Brown: «Don’t Tell a Lie About Me and I Won’t Tell the Truth About You», «People Get Up and Drive Your Funky Soul» y «My Thang». Recibió reseñas positivas de los críticos de la música, que felicitaron la producción y el ingenioso juego de palabras de ambos raperos.
Las compañías discográficas Roc-A-Fella, Roc Nation y Def Jam publicaron la canción como el sexto sencillo de Watch the Throne el 6 de diciembre de 2011. Alcanzó el puesto número sesenta y nueve en el Billboard Hot 100 y ocupó las posiciones trece y catorce en las listas Rap Songs y Hot R&B/Hip-Hop Songs, respectivamente. Jay-Z y West la interpretaron en la gira Watch the Throne Tour y en el festival de música de 2012 Radio 1's Big Weekend.

## Antecedentes
Jay-Z y Kanye West son dos raperos estadounidenses que han colaborado en varias canciones juntos, como sencillos como «Swagga Like Us», «Run This Town» y «Monster». En 2010, comenzaron la grabación y producción de un disco colaborativo llamado Watch the Throne. West y el dúo de productores The Neptunes produjeron «Gotta Have It» e incorpora chopped-up, samples vocales de James Brown y melodías de flauta orientales. La canción contiene samples de tres canciones de James Brown: «Don’t Tell a Lie About Me and I Won’t Tell the Truth About You», «People Get Up and Drive Your Funky Soul» y «My Thang» y, según se informa, era muy caro de producir. Las compañías discográficas Roc-A-Fella, Roc Nation y Def Jam publicaron la canción como el sexto sencillo del álbum el 6 de diciembre de 2011. Impactó en el Urban radio y el Rhythmic radio de Estados Unidos el 6 de diciembre de 2011 y el 31 de enero de 2012, respectivamente. West y Jay interpretaron el tema en su gira Watch the Throne Tour. Durante el repertorio de Jay-Z en el festival de 2012 Radio 1's Big Weekend, West se unió para realizar «Gotta Have It» y otros éxitos de Watch the Throne, como «Niggas in Paris» y «No Church in the Wild».

## Composición
«Gotta Have It» une a «Kanye y The Neptunes para picar delirantemente los samples vocales de James Brown y las melodías de flauta orientales». La canción contiene «inquietantes coros y una pandereta de acompañamiento», con los versos de los dos raperos y el riff vocal tocando sobre ellos. Cuenta con «fragmentos vocales triturados, una perforación en el intestino y rimas agresivas» e incluye una referencia a la canción «Racks» de Yung Chris, el cual es una «aprobación a las tendencias del rap contemporáneo y la pista lo abarca y supera». Mientras algunas pistas en Watch the Throne dan a «los raperos estrellas girar en el micrófono», «Gotta Have It» es «hip hop implacable y puro, con los dos versos y otras líneas acabados». El tema contiene momentos de los dos raperos «finalizando los demás chistes de Ferris Bueller y Miami Heat sobre un aullido chopped-up de James Brown», proporcionados por The Neptunes.

## Recepción
«Gotta Have It» recibió reseñas positivas de los críticos de la música. Tyler Fisher de Sputnikmusic declaró que «The Neptunes gira en su mejor ritmo en años en "Gotta Have It", con samples de James Brown en un reino completamente apartado del funk y el soul». Matthew Cole de Slant Magazine dijo que «el dúo descarga líneas de bolas el uno al otro en "Otis" y hacen riffs de llamadas y respuestas en "Gotta Have It", que suena como un par de estafadores que no pueden creer lo mucho que se han salido con la suya. La química entre los dos amigos y autodenominados hermanos rivales se transmite perfectamente en esas dos pistas». David Amidon de PopMatters comentó que varias canciones en el álbum son un «torbellino de emoción, especialmente "Gotta Have It", el cual encuentra a Kanye y Jay escupiendo tan decadente, un material pro-Black-laden como "Maybachs on bachs on bachs on bachs on bachs / Who in that? / Oh, shit, it’s just blacks on blacks on blacks"». Emily Exton de Popdust informó que «dos líneas en lugar de versos en lo que resulta es un ejemplo seguro de lo que pueden suceder cuando se unen dos profesionales». «Gotta Have It» alcanzó el puesto número 69 del Billboard Hot 100 y en las posiciones 13 y 14 de las listas Rap Songs y Hot R&B/Hip-Hop Songs, respectivamente.

## Posicionamiento en listas
| País (Lista 2011-12)                   | Mejor posición |
| -------------------------------------- | -------------- |
| Estados Unidos (Billboard Hot 100)     | 69             |
| Estados Unidos (Hot R&B/Hip-Hop Songs) | 14             |
| Estados Unidos (Rap Songs)             | 13             |

| País (Lista 2012)                      | Posición |
| -------------------------------------- | -------- |
| Estados Unidos (Hot R&B/Hip-Hop Songs) | 60       |
| Estados Unidos (Rap Songs)             | 42       |